# 10 Canum Venaticorum
10 Canum Venaticorum, som är stjärnans Flamsteed-beteckning, är en ensam stjärna i den mellersta delen av stjärnbilden Jakthundarna. Den har en skenbar magnitud på ca 5,95 och är mycket svagt synlig för blotta ögat där ljusföroreningar ej förekommer. Baserat på parallaxmätning inom Hipparcosuppdraget på ca 57,6 mas, beräknas den befinna sig på ett avstånd på ca 57 ljusår (ca 17 parsek) från solen. Den rör sig bort från solen med en heliocentrisk radialhastighet på ca 80 km/s.

## Egenskaper
10 Canum Venaticorum är en gul till vit stjärna i huvudserien av spektralklass G0 V som genererar energi genom termonukleär fusion av väte till helium i dess kärna. Den har en massa som är knappt 90 procent av en solmassa, en radie som är knappt en solradie  och utsänder ca 1 050 gånger mera energi än solen från dess fotosfär vid en effektiv temperatur på ca 5 800 K.knappt en
Ett överskott av infraröd strålning med våglängd av 70 μm tyder på förekomst av en omgivande stoftskiva. Den bästa modellen för skivans form ger en bred skiva med högsta magnitud vid en radie av 53,7 AE och som lutar med en vinkel av 56° till siktlinjen från jorden vid en positionsvinkel på 111,2°.